# Quercus gaharuensis
Quercus gaharuensis Soepadmo – gatunek roślin z rodziny bukowatych (Fagaceae Dumort.). Występuje naturalnie w Malezji oraz Indonezji (na Sumatrze i w Kalimantanie). 

## Morfologia
PokrójZimozielone drzewo dorastające do 35 m wysokości. Pień wyposażony jest w korzenie podporowe. Kora jest gładka i ma brązowoszarawą barwę.
LiścieBlaszka liściowa jest nieco skórzasta i ma podługowato eliptyczny lub odwrotnie jajowaty kształt. Mierzy 5–20 cm długości oraz 3,5–9 cm szerokości, jest szeroko klapowana na brzegu, ma ostrokątną nasadę i tępy wierzchołek. Ogonek liściowy jest nagi i ma 10–20 mm długości. Przylistki mają równowąski kształt i osiągają 5 mm długości.
OwoceOrzechy zwane żołędziami o jajowatym kształcie, dorastają do 35 mm długości i 18 mm średnicy. Osadzone są pojedynczo w łuskowatych miseczkach mierzących 20 mm średnicy.

## Biologia i ekologia
Rośnie w lasach. Występuje na wysokości do 1400 m n.p.m.